# Rajesh Khanna
Jatin Khanna, più noto come Rajesh Khanna (Amritsar, 29 dicembre 1942 – Mumbai, 18 luglio 2012), è stato un attore e politico indiano.

## Biografia
Tra i volti più famosi di Bollywood, ha ricevuto svariate nomination ai Filmfare Awards, vincendone alcuni. Ha lavorato a fianco di attrici famosissime in patria, con una delle quali è stato sposato dal 1973 al 1984, Dimple Kapadia. Dal punto di vista politico è stato parlamentare indiano dal 1991 al 1996. È scomparso nel 2012 all'età di 69 anni dopo una lunga malattia. 

## Filmografia parziale

### Cinema
- Aradhana, regia di Shakti Samanta (1969)

- Anand, regia di Hrishikesh Mukherjee (1971)
- Amar Prem, regia di Shakti Samanta (1972)
- Anuraag, regia di Shakti Samanta (1972)
- Daag: A Poem of Love, regia di Yash Chopra (1973)
- Disco Dancer, regia di Babbar Subhash (1982)
- Aa Ab Laut Chalen, regia di Rishi Kapoor (1999)
- Kyaa Dil Ne Kahaa, regia di Sanjay Chhel (2002)